# Oddijev sfinkter
Oddijev sfinkter (lat. sphincter ampullae hepatopancreaticae) je glatki kružni mišić koji regulira izlučivanje jetre, gušterače i žučnog mjehura u dvanaesnik. 
Mišić je dobio naziv po talijanskom anatomu Ruggerou Oddiju.
Mišić obavija ampulu Vateri (lat. ampulla hepatopancreatica), proteže se do malo distalnije od spoja glavnog žučovoda (lat. ductus choledochus) i glavnog gušteračnog voda (lat. ductus pancreaticus major). Na drugom kraju mišić dolazi do površine dvanaesnika. Otvor ampule u dvanaesnik se naziva lat. papilla duodeni major. 
Dio Oddijevog sfinktera oko gl. žučovoda i dio oko gušteračnog voda se mogu anatomski odvojiti, a imaju zajedničke funkcionalne karakteristike.
Kružne nakupine mišićnih niti oko glavnog žučovoda, koje se nazivaju sfinkter žučovoda (Boydenov sfinkter), isprepletene su s mišićnim nitima sfinktera gl. pankreatičnog voda, koje okružuju distalni dio gl. pankreatičnog voda, a uzorak isprepletenosti izgleda poput broja osam.
Oddijev sfinkter je anatomski i funkcionalno neovisan o mišićnim vlaknima u tankom crijevu. Svojim djelovanjem sprečava prijelaz sadržaja iz crijeva u ampulu i regulira otpuštanje žuči i sekreta gušterače u tanko crijevo. 
Disfunkcija Oddijevog sfinktera je naziv za više poremećaja Oddijevog sfinktera koji uzrokuju opstrukciju gl. žučovoda i/ili vodova gušterače.